# Promozione Lombardia 1967-1968
La Promozione Lombarda 1967-68 è stata il 12º campionato di Promozione organizzato in Italia dal Comitato Regionale Lombardo.

## Stagione
A seguito di varie e pressanti richieste da parte del Comitato Regionale Lombardo F.I.G.C. L.N.D. la Lega Nazionale Dilettanti accettò nel 1967 la proposta di esperimento avanzata dalle società lombarde. In concomitanza e conseguenza dell’allargamento della categoria superiore, le regioni maggiori si erano viste accordare un secondo posto per la promozione. Le squadre vollero dunque creare un campionato regionale di qualità a soli due gironi, in modo da garantire l’ascesa alla sua vincitrice: da qui il nome appunto di Promozione, in disuso da dieci anni.
Per il C.R.L. il passaggio fu abbastanza laborioso: si dovevano ridurre 5 gironi di 1.a Categoria in modo da comporre solo 2 gironi di Promozione, tenendo conto della variabile degli interscambi con la sovrastante Serie D.
A calcoli fatti si programmarono 2 gironi di Promozione a 16 squadre calcolando che, considerato che furono 3 le squadre promosse o selezionate per la quarta serie mentre di contro la Lega Semiprofessionisti aveva bloccato le sue retrocessioni, il risultato matematico si sarebbe raggiunto includendo tutti i club fino al 7º posto.
La Promozione stabilita in 2 gironi dava il vantaggio di promuovere direttamente le vincenti alla Serie D. Le tre ultime classificate dei due gironi retrocedono ai 4 gironi di 1.a categoria garantendo al C.R.L. 2 posti vacanti per poter gestire eventuali riammissioni sub-judice a integrazione discrezionale degli organici, non potendo sapere in anticipo quante squadre locali sarebbero scese dalla D.

## Girone A

### Squadre partecipanti
| Squadra                         | Città                    |
| ------------------------------- | ------------------------ |
| A.C. Atro Biassono              | Biassono (MI)            |
| U.S. Aurora Brollo Desio        | Desio (MI)               |
| U.S. Caratese                   | Carate Brianza (MI)      |
| F.B.C. Cinisello                | Cinisello Balsamo (MI)   |
| S.S. Dalmine                    | Dalmine (BG)             |
| G.S. Falck Milano               | Vobarno (BS)             |
| U.S. Folgore Verano             | Verano Brianza (MI)      |
| A.S.C. Leffe                    | Leffe (BG)               |
| A.C. Lumezzane                  | Lumezzane (BS)           |
| G.S. M.T.C. Meda                | Meda (MI)                |
| A.S. Niggeler & Küpfer Capriolo | Capriolo (BS)            |
| U.S. Ponte San Pietro           | Ponte San Pietro (BG)    |
| S.S. Pro Lissone                | Lissone (MI)             |
| Calcistica Romanese             | Romano di Lombardia (BG) |
| U.S. Stezzanese                 | Stezzano (BG)            |
| U.S. Vimercatese                | Vimercate (MI)           |

### Classifica finale
|  | Pos. | Squadra                    | Pt | G  | V  | N  | P  | GF | GS | DR  |
|  | ---- | -------------------------- | -- | -- | -- | -- | -- | -- | -- | --- |
|  | 1.   | Ponte San Pietro           | 37 | 30 | 14 | 9  | 7  | 45 | 29 | +16 |
|  | 2.   | Leffe                      | 33 | 30 | 11 | 11 | 8  | 39 | 26 | +13 |
|  | 2.   | Stezzanese                 | 33 | 30 | 11 | 11 | 8  | 31 | 27 | +4  |
|  | 2.   | Aurora Brollo Desio        | 33 | 30 | 9  | 15 | 6  | 27 | 26 | +1  |
|  | 5.   | Romanese                   | 32 | 30 | 10 | 12 | 8  | 30 | 25 | +5  |
|  | 5.   | Dalmine                    | 32 | 30 | 9  | 14 | 7  | 29 | 25 | +4  |
|  | 5.   | Pro Lissone                | 32 | 30 | 9  | 14 | 7  | 30 | 27 | +3  |
|  | 8.   | Falck Milano               | 31 | 30 | 13 | 5  | 12 | 36 | 32 | +4  |
|  | 8.   | MCT Meda                   | 31 | 30 | 11 | 9  | 10 | 26 | 22 | +4  |
|  | 8.   | Lumezzane                  | 31 | 30 | 12 | 7  | 11 | 27 | 27 | 0   |
|  | 8.   | Caratese                   | 31 | 30 | 10 | 11 | 9  | 28 | 34 | -6  |
|  | 12.  | Folgore Verano             | 27 | 30 | 8  | 11 | 11 | 31 | 36 | -5  |
|  | 13.  | Niggeler & Küpfer Capriolo | 26 | 30 | 8  | 10 | 12 | 28 | 34 | -6  |
|  | 14.  | Atro Biassono              | 26 | 30 | 8  | 10 | 12 | 33 | 39 | -6  |
|  | 15.  | Vimercatese                | 25 | 30 | 10 | 5  | 15 | 29 | 39 | -10 |
|  | 16.  | Cinisello                  | 20 | 30 | 7  | 6  | 17 | 21 | 42 | -21 |

Legenda:
      Promosso in Serie D e amesso alla finale per il titolo.
      Retrocesso in  Prima Categoria 1968-1969.
  Retrocesso in Prima Categoria e in seguito riammesso.
Regolamento:
Due punti a vittoria, uno a pareggio, zero a sconfitta.

### Spareggio salvezza (annullato)
|               | Risultato |                            | Luogo e data            |  |
| ------------- | --------- | -------------------------- | ----------------------- |  |
| Atro Biassono | 0 - 1     | Niggeler & Küpfer Capriolo | Stezzano, 2 giugno 1968 |  |
|               |           |                            |                         |  |

## Girone B

### Squadre partecipanti
| Squadra               | Città                      |
| --------------------- | -------------------------- |
| S.S. Audax Ignis      | Gavirate (VA)              |
| G.S. Banco Ambrosiano | Milano                     |
| G.S. Carlo Mocchetti  | San Vittore Olona (MI)     |
| U.S. Caronnese        | Caronno Pertusella (VA)    |
| A.C. Crema            | Crema (CR)                 |
| F.B.C. Casteggio 1898 | Casteggio (PV)             |
| U.S. Melegnanese      | Melegnano (MI)             |
| U.S. Mortara          | Mortara (PV)               |
| A.C. Parabiago        | Parabiago (MI)             |
| U.S. Pontolliese      | Ponte dell'Olio (PC)       |
| A.C. Pro Piacenza     | Piacenza                   |
| U.S. Rescaldinese     | Rescaldina (MI)            |
| A.C. Sant'Angelo      | Sant'Angelo Lodigiano (MI) |
| A.C. Sanyo            | Milano                     |
| S.S. Sommese          | Somma Lombardo (VA)        |
| U.S. Uboldese         | Uboldo (VA)                |

### Classifica finale
|  | Pos. | Squadra          | Pt | G  | V  | N  | P  | GF | GS | DR  |
|  | ---- | ---------------- | -- | -- | -- | -- | -- | -- | -- | --- |
|  | 1.   | Sant'Angelo      | 40 | 30 | 16 | 8  | 6  | 40 | 15 | +25 |
|  | 2.   | Crema            | 38 | 30 | 15 | 8  | 7  | 45 | 20 | +25 |
|  | 3.   | Parabiago        | 35 | 30 | 13 | 9  | 8  | 42 | 28 | +14 |
|  | 3.   | Carlo Mocchetti  | 35 | 30 | 14 | 7  | 9  | 34 | 24 | +10 |
|  | 5.   | Sanyo            | 34 | 30 | 11 | 12 | 7  | 42 | 30 | +12 |
|  | 5.   | Pro Piacenza     | 34 | 30 | 10 | 14 | 6  | 38 | 32 | +6  |
|  | 7.   | Pontolliese      | 33 | 30 | 11 | 11 | 8  | 40 | 34 | +6  |
|  | 8.   | Melegnanese      | 31 | 30 | 9  | 13 | 8  | 27 | 21 | +6  |
|  | 8.   | Mortara          | 31 | 30 | 9  | 13 | 8  | 37 | 32 | +5  |
|  | 8.   | Caronnese        | 31 | 30 | 12 | 7  | 11 | 38 | 35 | +3  |
|  | 11.  | Banco Ambrosiano | 28 | 30 | 8  | 12 | 10 | 34 | 46 | -12 |
|  | 12.  | Audax Ignis      | 27 | 30 | 10 | 7  | 13 | 31 | 37 | -6  |
|  | 13.  | Rescaldinese     | 26 | 30 | 8  | 10 | 12 | 36 | 46 | -10 |
|  | 14.  | Casteggio 1898   | 26 | 30 | 9  | 8  | 13 | 25 | 31 | -6  |
|  | 15.  | Sommese          | 21 | 30 | 5  | 11 | 14 | 28 | 49 | -21 |
|  | 16.  | Uboldese         | 10 | 30 | 2  | 6  | 22 | 20 | 77 | -57 |

Legenda:
      Promosso in Serie D e amesso alla finale per il titolo.
      Retrocesso in  Prima Categoria 1968-1969.
  Retrocesso in Prima Categoria e in seguito riammesso.
Regolamento:
Due punti a vittoria, uno a pareggio, zero a sconfitta.

### Spareggio salvezza (annullato)
|                | Risultato |              | Luogo e data           |  |
| -------------- | --------- | ------------ | ---------------------- |  |
| Casteggio 1898 | 0 - 2     | Rescaldinese | Mortara, 2 giugno 1968 |  |
|                |           |              |                        |  |

## Finale per il titolo
|                  | Risultati |                  | Luogo e data                          |
| ---------------- | --------- | ---------------- | ------------------------------------- |
| Ponte San Pietro | 2 - 0     | Sant'Angelo      | Ponte San Pietro, 9 giugno 1968       |
| Sant'Angelo      | 2 - 1     | Ponte San Pietro | Sant'Angelo Lodigiano, 16 giugno 1968 |
|                  |           |                  |                                       |

- Ponte San Pietro campione Lombardo di Promozione 1967-1968.

### Giornali
- Archivio della Gazzetta dello Sport, stagione 1966-1967, consultabile presso le Biblioteche:
  - Biblioteca Nazionale Braidense di Milano;
  - Biblioteca Nazionale Centrale di Firenze;
  - Biblioteca Nazionale Centrale di Roma;
  - Biblioteca Civica Berio di Genova;
  - e presso Emeroteca del C.O.N.I. di Roma (non è online ma è da consultare in sede).

### Libri
- Annuario F.I.G.C. 1967-1968, Roma (1968) conservato presso tutti i Comitati Regionali F.I.G.C.-L.N.D., la Lega Nazionale Professionisti e la Biblioteca Nazionale Centrale di Firenze.